# Marcus Iunius Silanus (consul en -25)
Pour les articles homonymes, voir Junius Silanus.
Marcus Junius Silanus (v. 67 av. J.-C. - v. 17 av. J.-C.), consul en 25 av. J.-C. avec l'empereur Auguste. En l'an 43 av. J.-C. il fut tribun militaire sous les triumvirs Lépide et Marc Antoine. En l'an 34 ou 33 av. J.-C. il est envoyé en Grèce comme questeur et proconsul.